# پرنسس شارلوت (کشتی دو دگلی سبک تندرو)
پرنسس شارلوت (کشتی دو دگلی سبک تندرو) (به انگلیسی: Princess Charlotte (brig)) یک کشتی بود. این کشتی در سال ۱۸۱۹ ساخته شد.